# Ramusella hippy
Ramusella hippy är en kvalsterart som först beskrevs av Sandór Mahunka 1983.  Ramusella hippy ingår i släktet Ramusella och familjen Oppiidae. Inga underarter finns listade i Catalogue of Life.